# Operation 7
Operation 7 war ein kostenloser Massively Multiplayer Online First-Person Shooter, für den seit 1. April 2009 in Europa von dem Unternehmen Fiaa GmbH Server zur Verfügung gestellt werden. Darüber hinaus wird das Spiel über Mgame auch in den USA und Asien angeboten. Neben der kostenlosen Version wird inzwischen auch eine DVD im Handel angeboten.
Der Spielbetrieb in Europa wurde zum Jahreswechsel 2019 eingestellt, das Spiel sowie das Forum ist nicht mehr verfügbar.

## Spielprinzip
Die Handlung des Spiels ähnelt stark dem Titel Counter-Strike. Die insgesamt bis zu 24 Spieler kämpfen in zwei Gruppen gegeneinander, hauptsächlich in Form eines Deathmatch. Es existieren aber auch andere Spielmodi, wie z. B. Headhunting, Demolition und Survival. Im Gegensatz zu manch anderen Onlinegames kann man bei Operation 7 nicht gegen den Computer spielen, sondern nur gegen andere Spieler. Inzwischen ist es möglich mit Benutzern aus fast ganz Europa zu spielen.
Ein großer Unterschied zu den meisten anderen Ego-Shootern ist, dass das Aussehen eines Spielers nicht von der Mitgliedschaft in einer der Parteien abhängt, sondern vom Spieler bei der Erstellung des Accounts festgelegt werden und später auch noch verändert werden kann. Die einzige Möglichkeit, Freund und Feind zu unterscheiden, ist der Namens- und Lebenspunktebalken über dem Spieler, welcher nur bei Mitgliedern des eigenen Teams angezeigt wird. Dies bereitet vielen Spielanfängern Probleme. Jedoch kann der Spieler für virtuelles Gold eine Brille (IFF Brille) erwerben, durch die Spieler des eigenen Teams in der jeweiligen Teamfarbe (Blau oder Gelb) umrandet werden, was die Freund/Feind-Identifizierung deutlich erleichtert.
Das Spiel hat ein umfangreiches Waffen-Management-System, bei dem diese aus sechs verschiedenen Teilen bestehen, von denen jeweils etwa vier Varianten existieren. Das Spiel wird – für einen kostenlosen Titel ungewöhnlich – auch von der Electronic Sports League berücksichtigt.
Für jeden Erfolg bekommt man virtuelles Gold, das in weitere Waffen investiert werden kann. Diesen Vorgang kann man auch über reale Geldinvestitionen beschleunigen, worüber sich das Spiel auch refinanziert. Durch die nach jedem Spiel erhaltenen Erfahrungspunkte steigt man in den Rängen auf. Je nach Rang kann man sich dann verschiedene Waffen kaufen.

## Fortsetzung
Anfang 2017 erschien mit „Operation 7: Revolution“ eine überarbeitete und erweiterte Version für PlayStation 4, welche vorerst nur in asiatischen Ländern vertrieben wird.
Am 28. Dezember 2018 wurden die Server für den europäischen Markt stillgelegt.